# شعبه العدني (السياني)

تعديل مصدري - تعديل

شعبه العدني محلة تابعة لقرية الرعاس، التابعة لعزلة هدفان بمديرية السياني إحدى مديريات محافظة إب في الجمهورية اليمنية.، بلغ تعداد سكانها 214 حسب تعداد اليمن لعام 2004.